# 胆礬
胆礬（たんばん、chalcanthite）は鉱物（硫酸塩鉱物）の一種である。

## 性質
化学組成は硫酸銅(II)の5水和物（CuSO4・5H2O）であり、水によく溶ける。加熱すると結晶水を失って白色粉末になる。
結晶系は三斜晶系。大型の単結晶は稀で、銅鉱山の坑道の天井に鍾乳石様の塊を形成したり、内壁から霜柱状の結晶が成長するという産状が多い。人工的に岩の上に硫酸銅の結晶を成長させたものが観賞用の標本として販売されることも少なくない。

## 胆礬グループ
- 胆礬（chalcanthite）：CuⅡSO4・5H2O
- 上国石（jokokuite）：MnⅡSO4・5H2O
- pentahydrite：MgSO4・5H2O
- シデロチル石（siderotil）：FeⅡSO4・5H2O